# Czornyja Brady
Czornyja Brady (biał. Чорныя Брады; ros. Чёрные Броды, Czornyje Brody; pol. hist. Czarne Brody) – wieś na Białorusi, w obwodzie homelskim, w rejonie oktiabrskim, w sielsowiecie Pratasy.
W pobliżu znajduje się przystanek kolejowy Czornyja Brady, położony na linii Bobrujsk – Rabkor.

## Historia
W XIX i w początkach XX w. położone były w Rosji, w guberni mińskiej, w powiecie bobrujskim. Po I wojnie światowej pod administracją polską, w Zarządzie Cywilnym Ziem Wschodnich, w okręgu mińskim, w powiecie bobrujskim. W wyniku postanowień traktatu ryskiego znalazły się w granicach Związku Sowieckiego. Od 1991 w niepodległej Białorusi.